# Зайвальд, Николас
Ни́колас За́йвальд (нем. Nicolas Seiwald; 4 мая 2001, Кухль, Австрия) — австрийский футболист, полузащитник клуба «РБ Лейпциг» и сборной Австрии. Участник чемпионата Европы 2024.

## Карьера
Николас — уроженец Кухля, ярмарочной коммуны в Австрии, в федеральной земле Зальцбург. Воспитанник академии «Зальцбурга», попал в неё в 8 лет. Прошёл через всю иерархию детско-юношеских и молодёжных команд. В конце сезона 2018/2019 был впервые вызван в «Лиферинг», вторую команду «Ред Булла». 24 мая 2019 года Николас дебютировал во второй лиге поединком против «Тироля», выйдя на замену за 13 минут до конца встречи. Всего в том сезоне Николас появлялся на поле три раза, один раз выйдя в стартовом составе.
Уже в следующем сезоне, 2019/2020, Зайдвальд стал игроком основы «Лиферинга». Он появился на поле 23 раза, все — в стартовом составе и забил три мяча. Дебютный мяч в профессиональном футболе был забит в ворота «Блау-Вайсса». В ворота этой же команды влетел и второй гол. Сам же поединок, состоявшийся 1 декабря 2019 года, завершился со счётом 5:1 в пользу «Лиферинга». В мае же 2020 года игрок подписал с основной командой контракт сроком на 4 года.
Сезон 2020/2021 Николас также начал стартовым игроком фарм-клуба, однако в ноябре 2020 года был вызван в «Ред Булл», за который дебютировал 21 ноября 2020 года поединком против «Штурма». Полузащитник вышел в стартовом составе и провёл на поле весь матч. Уже после зимнего перерыва Николас прочно освоился в основной команде, проведя за неё в общем итоге 15 встреч и выиграв с ней чемпионство. А 1 мая 2021 года он принял участие в финале кубка Австрии против «ЛАСКа», выйдя на поле на замену на 89-й минуте вместо Антуана Бернеда. «Ред Булл» выиграли встречу со счётом 3:0 и завоевали очередной трофей.
Сезон 2021/2022 Зайвальд начал игроком основного состава. 17 августа 2021 года он дебютировал в квалификационном раунде Лиги Чемпионов, выйдя в стартовом составе на матч против датского «Брондбю».
Также Николас выступал за юношеские и молодёжные сборные Австрии различных возрастов. 27 марта 2021 года Николас дебютировал в молодёжной сборной Австрии в товарищеской встрече против сверстников из Саудовской Аравии. Встреча закончилась разгромной победой со счётом 10:0, а Зайвальд забил один из мячей. 8 июля 2021 года полузащитник принял участие в поединке отборочного турнира к чемпионату Европы 2023 года против сверстников из Эстонии.

## Статистика выступлений
| Клуб             | Сезон            | Лига             | Лига  | Лига | Кубок | Кубок | Междунар. | Междунар. | Всего | Всего |
| Клуб             | Сезон            | Лига             | Матчи | Голы | Матчи | Голы  | Матчи     | Голы      | Матчи | Голы  |
| ---------------- | ---------------- | ---------------- | ----- | ---- | ----- | ----- | --------- | --------- | ----- | ----- |
| Лиферинг         | 2018/2019        | Вторая лига      | 3     | 0    | 0     | 0     | 0         | 0         | 3     | 0     |
| Лиферинг         | 2019/2020        | Вторая лига      | 23    | 3    | 0     | 0     | 0         | 0         | 23    | 3     |
| Лиферинг         | 2020/2021        | Вторая лига      | 11    | 2    | 0     | 0     | 0         | 0         | 11    | 2     |
| Ред Булл         | 2020/2021        | Бундеслига       | 15    | 0    | 3     | 0     | 0         | 0         | 18    | 0     |
| Ред Булл         | 2021/2022        | Бундеслига       | 6     | 0    | 1     | 0     | 2         | 0         | 9     | 0     |
| Всего за карьеру | Всего за карьеру | Всего за карьеру | 58    | 5    | 4     | 0     | 2         | 0         | 64    | 5     |

## Достижения
«Ред Булл» (Зальцбург)
- Чемпион Австрии (3): 2020/21, 2021/22, 2022/23
- Обладатель Кубка Австрии (2): 2020/21, 2021/22